# Evelina Betancourt-Anthony
Evangelina Betancourt-Anthony (Aruba, 4 oktober 1950) is een Bonairiaans voormalig politica en gezondheidszorgmanager. Ze speelde een prominente rol in de zorgsector en het openbaar bestuur van Bonaire. In 1999 werd zij gedeputeerde namens de Union Patriotiko Boneriano (UPB) en was daarmee een van de eerste vrouwen in een vooraanstaande bestuursrol op het eiland. Van 1 december 2015 tot begin 2018 was zij waarnemend gezaghebber van Bonaire.

## Leven en werk
Evelina Anthony werd geboren op Aruba in een gezin van Bonaireaanse afkomst. Ze bracht haar jeugd deels op Bonaire door en vervolgde haar middelbare opleiding in Nederland. Ze begon een loopbaan in de zorg als leerling-verpleegkundige in het BovenIJ Ziekenhuis in Amsterdam-Noord.
Na terugkeer op Bonaire volgde ze aanvullende juridische en bestuursopleidingen aan de Universiteit van de Nederlandse Antillen op Curaçao. Vanaf 1990 bekleedde zij leidinggevende functies in de Bonairiaanse zorg. In 1996 werd zij benoemd tot voorzitter van de Stichting Ziekenverpleging & Bejaardenzorg Bonaire, de latere Mariadal Foundation, waar zij verantwoordelijk was voor de hervorming en uitbreiding van de zorginfrastructuur op het eiland. Ze leidde deze stichting in twee termijnen tot 2014.
In 1999 trad zij toe tot het bestuurscollege van Bonaire als gedeputeerde voor gezondheidszorg, namens de christendemocratische partij Union Patriotiko Boneriano (UPB). In deze functie moderniseerde zij de ambulancedienst en stimuleerde zij beleid op het gebied van volksgezondheid en ouderenzorg.
Op 1 december 2015 werd Betancourt-Anthony benoemd tot waarnemend gezaghebber van Bonaire, die de taken overnam bij afwezigheid van gezaghebber Edison Rijna. In deze rol was ze verantwoordelijk voor het voorzitten van officiële evenementen, het bevorderen van bestuurlijke integriteit en het behartigen van openbare orde en veiligheid. Haar termijn eindigde abrupt begin januari 2018, na politieke spanningen binnen het bestuurscollege. In een publiekelijke verklaring gaf ze aan dat haar positie onhoudbaar was geworden door een gebrek aan ondersteuning en politieke druk. Ze vervulde deze functie tot begin februari 2018, toen ze haar termijn afsloot vóór de benoeming van Curvin George als haar opvolger.

## Erkenning
Voor haar inzet op het gebied van volksgezondheid en bestuur werd Anthony op 25 april 2025 benoemd tot Ridder in de Orde van Oranje-Nassau.